# Waardeiland (wijk)
Het Waardeiland is een woonwijk in de Nederlandse gemeente Leiden, gelegen op een eiland tussen het Rijn-Schiekanaal, de Oude Rijn en de Nieuwe Rijn.

## Geschiedenis
Het eiland is ontstaan toen in 1919 het Rijn-Schiekanaal door De Waard heen gegraven werd, waardoor een directe verbinding met de Zijl en de Kagerplassen tot stand kwam. Op het eiland vestigden zicht steeds meer bedrijven, waaronder de Koninklijke Nederlandsche Grofsmederij (kettingfabriek), Glazuurfabriek Canton en een aantal tuinderijen gevestigd. Er was slechts een verbinding via een brug, de overige bedrijven moesten steeds met een bootje de Oude Rijn overvaren. 
Na het verdwijnen van de industrie werd het eiland herontwikkeld als een soort privé-eiland met woningen in de duurdere sector, omdat de gemeente begin jaren ’70 een antwoord wilde bieden aan de uitvlucht van hogere inkomensgroepen naar de buurgemeenten. Het private karakter zou tot uitdrukking moeten komen door de invloed van de gemeente te minimaliseren en ontwikkeling en onderhoud in eigen beheer te laten verrichten. Ook zou er een slagboom komen, opdat het een soort enclave in de stad, zou worden. Dit laatste is er niet van gekomen, maar de nadruk op duurdere woningbouw en de private ontwikkeling en beheer bleef gehandhaafd. 

## Stedenbouwkundige opzet
Het eiland werd volgens Amerikaans model ontworpen als groen en recreatief wooneiland. De Amerikaanse architecten Fisher, Friedman en Geering baseerden het ontwerp op een bestaand wooneiland in Californië. Een andere Amerikaan, de landschapsarchitect Guzzardo, was verantwoordelijk voor het landschaps- en tuinplan.
In het plan werd het eiland opgedeeld in kleinere eilandjes om de meeste woningen aan water te laten grenzen. Over het eiland werd één hoofdweg geprojecteerd die aansluiting kreeg op de Hoge Rijndijk. Door toepassing van cul-de-sacs kent het eiland geen doorgaand verkeer.

### Bebouwingstypologieën
Het plan kende in de oorspronkelijke opzet de volgende bebouwingstypologieën:
- Garden apartments, appartementen met een gemeenschappelijke tuin.
- Town houses, herenhuis rijtjeswoningen met eigen garage en oprit.
- Island houses, gemengd bouwblok van appartementen en herenhuizen direct aan het water.

Later zijn ook twee-onder-één-kap-woning en een regulier appartementencomplex aan de wijk toegevoegd.